# 北上盆地

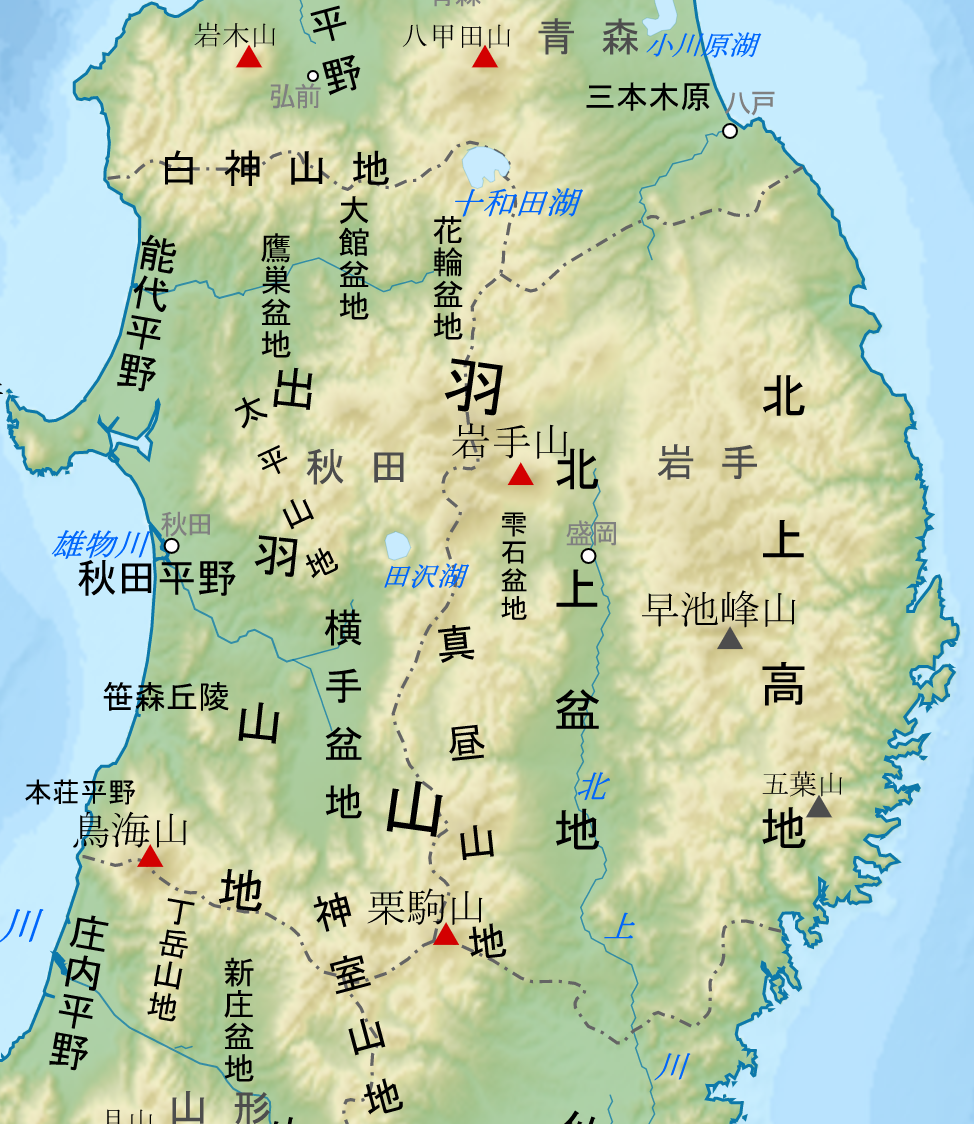
北上盆地の位置

北上盆地（きたかみぼんち）は、岩手県の西部にある北上川流域の盆地。北上平野とも言う。盛岡市から奥州市まで、西を奥羽山脈、東を北上高地に挟まれた南北90キロメートル、東西幅は10から20キロメートルの細長い低地である。標高は100から200メートルある。

## 地形
隆起を続ける奥羽山脈と、変化が小さい北上高地にはさまれている。山地との境では、奥羽山脈に接する西の縁にだけ活断層が南北方向に走っている。盆地の東西方向では、西が高く東が低い傾斜になっているので、北上川は低い東側に寄って、北から南へ流れ下る。
西からは、雫石川、和賀川、胆沢川など奥羽山脈から来る川が山からの出口に扇状地を作り、東に流れて北上川に合流する。扇状地は南北に折り重なって連なり、盆地の西側を占める。東側に扇状地はないが、稗貫川、猿ヶ石川が北上高地から出て北上川に合わさる。

## 人口分布
岩手県の総人口約120万人の内、約90万人が住む岩手県の主要部。北部に盛岡都市圏、中部に北上都市圏、南部に水沢都市圏および一関都市圏の計4つの都市圏がある。県による地域圏としては、盛岡都市圏に相応する盛岡広域振興圏と中南部3都市圏を合わせた県南広域振興圏に40-50万人程度ずつ南北2分割がなされている。旧盛岡藩と旧仙台藩の境界は、中部の北上都市圏と南部の水沢都市圏の間にある。
盛岡都市圏は北東北最多の人口を擁し、北東北の経済（北東北の支店都市経済）の中心地であり、東北新幹線と秋田新幹線が分岐する鉄道の要衝である。北上都市圏は、東北自動車道と秋田自動車道が分岐し、花巻空港を擁する交通・流通の要地で、内陸工業の集積地となっている。水沢都市圏の農業は米の単作地であるが、前沢牛を始めとする高級和牛牛肉の産地ともなっている。

## 周辺地域との交通
盆地を南北に縦断するように、江戸時代には奥州道中（仙台・松前道）、明治時代以降は東北本線、国道4号、東北自動車道、東北新幹線が順次造られ、主要幹線として機能している。
現在の北上市（旧和賀郡）から奥羽山脈白木峠を越えて秋田県横手市（旧平鹿郡）に至る「平和街道」（明治時代初期に命名。旧・秀衡街道）は、北上盆地（奥六郡）と横手盆地（仙北三郡）を繋ぐ主要路で、この道を通じて奥州藤原氏は両地域を治めた。現在は国道107号、北上線、秋田自動車道が通り、秋田新幹線とともに両地域の文化的一体性（例 芋煮会など）や経済的一体性が見られる。
北上盆地は海に面していないため外港を求めたが時代によってその地位は変遷している。江戸時代には、盛岡藩（南部藩）の知行域内の八戸や宮古（三陸海岸北部）、良港が多い三陸海岸南部諸港（仙台藩領内）の他、北上川水運を利用して仙台藩内の石巻市が外港として機能した。現在は、東北道経由の仙台港、八戸自動車道経由の八戸港他、秋田道を利用した秋田港も利用されており、高速道路の結節点である盛岡都市圏や北上都市圏の工業・流通拠点としての地位をつくりだしている。